# Coenonympha mongolica
Coenonympha mongolica är en fjärilsart som beskrevs av Alphéraky 1881. Coenonympha mongolica ingår i släktet Coenonympha och familjen praktfjärilar. Inga underarter finns listade i Catalogue of Life.